# Graham Priest
Graham Priest (Londres, 1948) es un filósofo conocido por su defensa del dialeteismo y sus análisis de las paradojas semánticas.

## Biografía
Estudió Filosofía en la Universidad de Cambridge y el London School of Economics. Sus contribuiciones al estudio de la lógica paraconsistente son ampliamente celebradas en la comunidad internacional. Junto con Newton Da Costa, son considerados las 2 más grandes autoridades en lógica paraconsistente.
En la actualidad, Priest se desempeña como catedrático en la Universidad de Melbourne, Australia, y también como investigador visitante en la Universidad de St. Andrews, Reino Unido. Ha sido condecorado Boyce Gibson Professor of Philosophy.

## Obras
- On Paraconsistency  (con R. Routley).  Res. Report #l3, Res.  School  of  Social Sci. Australian National Univ. l983. Reimpreso como capítulos introductorios de Paraconsistent  Logic,  G.Priest,  R.  Routley and  J.  Norman  (eds.)  Philosophia  Verlag, 1989. Traducido al rumano de capítulos en I. Lucica (ed.) Ex Falso Quodlibet: studii de logica paraconsistenta (en rumano) Editura Technica, 2004
- Logic: A Very Short Introduction, Oxford University Press, 2001². Existe versión española: Una brevísima introducción a la lógica, Océano, 2006
- Beyond the Limits of Thought, Cambridge University Press, 2003²
- In Contradiction: A Study of the Transconsistent, Oxford University Press, 2006²
- Towards Non-Being: The Logic and Metaphysics of Intentionality, Oxford University Press, 2007
- Doubt Truth to be Liar, Oxford University Press, ISBN 0-19-926328-0 2008²
- Introduction to Non-Classical Logic, Cambridge University Press, 2008²
- Logic: A Brief Insight, Sterling 2010. ISBN 1-4027-6896-6